# Château de Tesson
Le château de Tesson est un château situé à Guérande, dans le département français de la Loire-Atlantique.

## Présentation
La seigneurie de Texon appartient à la famille du Dréseuc en 1400. Le manoir, de plan en L, connaît un remaniement au XVIIIe siècle.
Au XIXe siècle, le domaine est acquis par Théodore-Marie Lorieux, vice-président du Conseil général des ponts et chaussées. Lorieux le fait remanier par l'architecte nazairien Henri Van den Broucke.

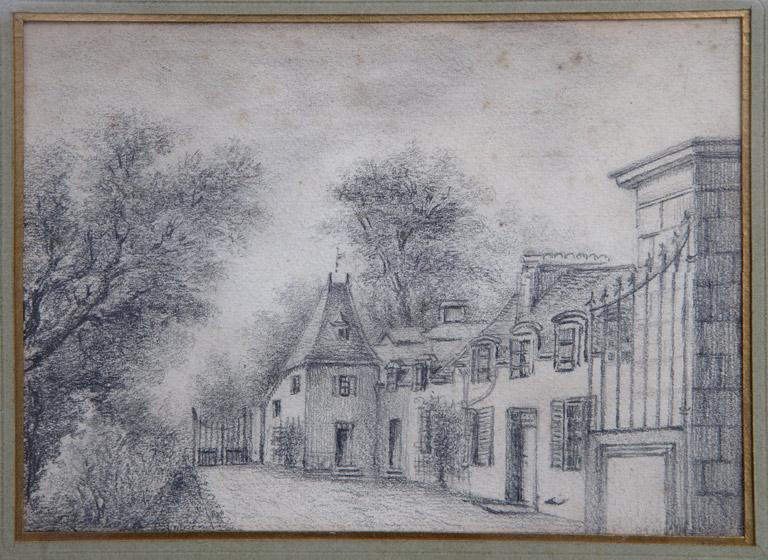
L'aile est de l'ancien logis dans la deuxième moitié du XIXe siècle (avant 1890)
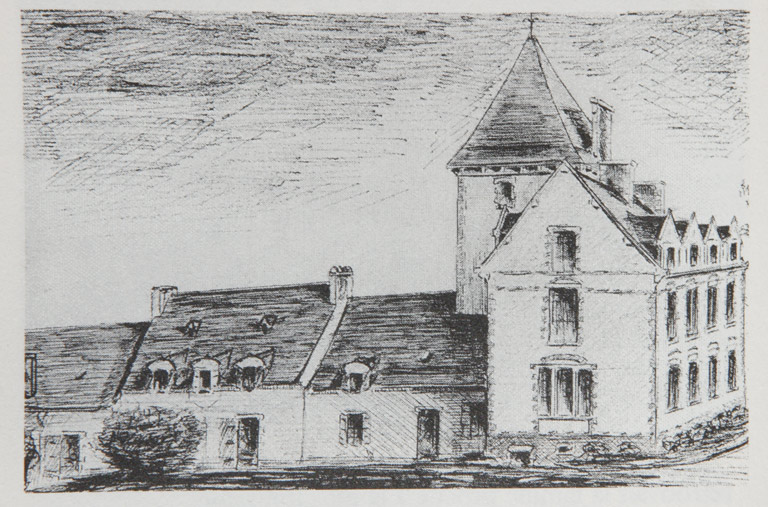
Vue du château depuis l'est (vers 1890)